# Muglinov
Muglinov (deutsch Muglinau, polnisch Muglinów) ist ein Ortsteil im Stadtbezirk Slezská Ostrava der Stadt Ostrava in Tschechien, am rechten, östlicher Ufer der Ostravice.

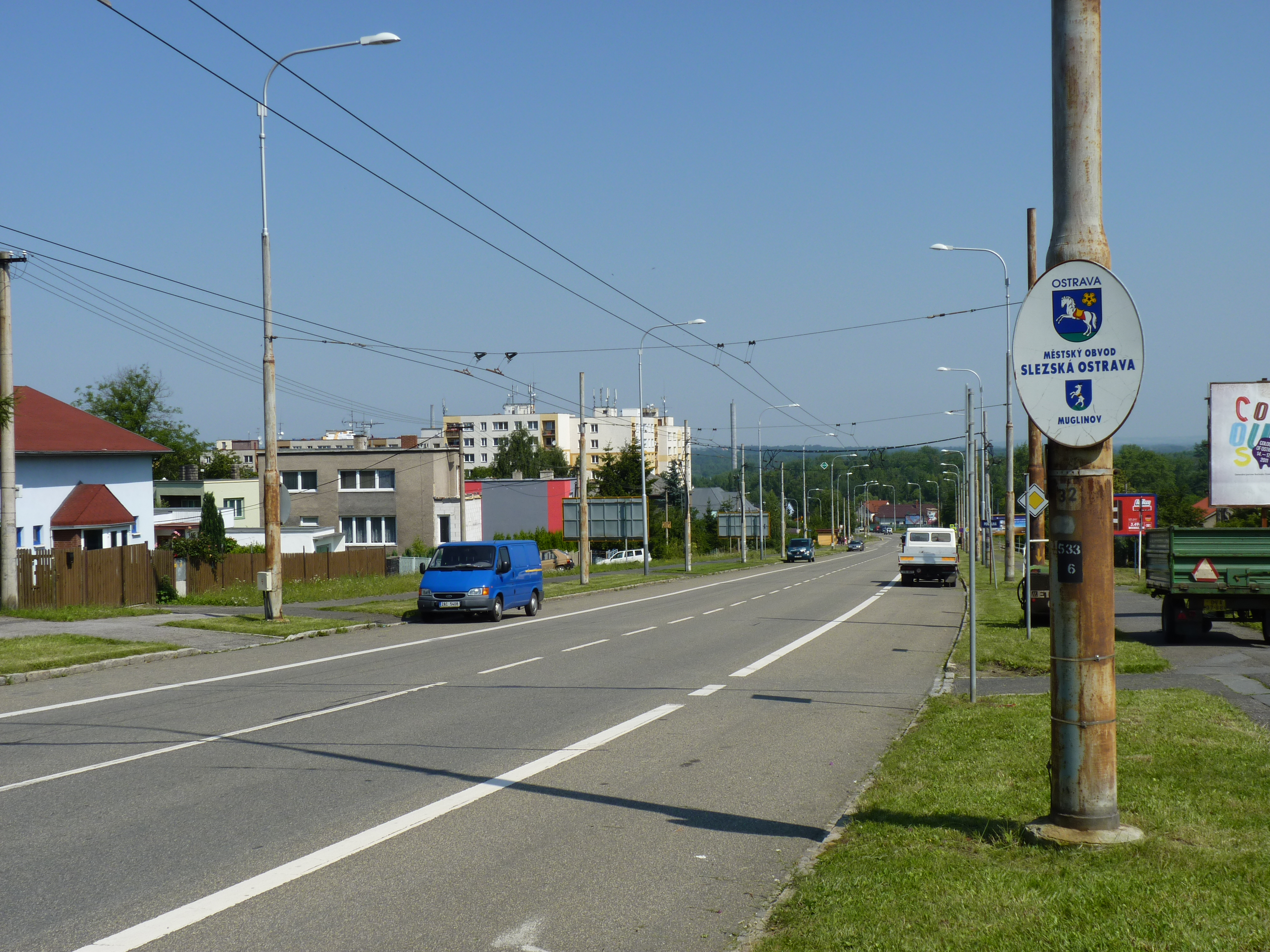
Eine Straße durch Muglinov

## Geschichte
Der Ort im 1290 gegründeten Herzogtum Teschen wurde circa 1305 im Liber fundationis episcopatus Vratislaviensis (Zehntregister des Bistums Breslau) unter ungefähr siebzig neuen Dörfern als „Item in Muglin“ erstmals urkundlich erwähnt. Die Zahl der Hufe war noch nicht im Zehntregister präzisiert. Der ursprüngliche Name Muglin (noch mal im Jahr 1332) war unklarer Herkunft, möglicherweise aus einem deutschstämmigen Personennamen abgeleitet oder wurde durch die Substitution so entstellt, dass er nicht mehr zu erkennen ist (nach Rudolf Šrámek: deutsch Muglinau ≤ *moheln- = mogiln- ?, im Sinne Grab; vergleiche die mährische Stadt Mohelnice, oder polnische Mogilno, Mogiła). Der slawische besitzanzeigende Suffix -ov (-ów, -au) wurde im 15. Jahrhundert hinzugefügt, z. B. Muglinow (1476).
Der erste Teschener Herzog Mieszko I. bestätigte am 2. August 1297 mit dem Olmützer Bischof Theoderich von Neuhaus die Grenze an der Ostravitza. Es wurden zwei Dokumente auf beiden Seiten ausgestellt, worin das Gebiet am rechten Ufer im Lateinischen als Polen bezeichnet wurde (super metis et terminie apud Ostraviam in minibus buno rum ducatus nostri et episcopatus Olomucensis pro eo, quod fluvius idem qui de beret metas Polonie et Moravie distingire). Die Grenze verlor an Bedeutung im Jahr 1327, als das Herzogtum Teschen unter die Oberhoheit der Krone Böhmen kam, jedoch bestand die kirchliche Grenze zwischen dem Bistum Breslau und dem Bistum Olmütz bis zum Jahr 1978 an der Ostravice.
Ab dem 13. und besonders 14. Jahrhundert wurde die Spirantisierung an der Stelle des Buchstaben g zu einem am besten in alten, besonders lateinisch- und deutschsprachigen Quellen, erkennbaren sprachlichen Eigenschaften, die die mährisch-lachische Toponyme (h > g) von polnisch-schlesischen (g > h) unterschied. Nach der Einführung der tschechischen Amtssprache im Königreich Böhmen, sowie um das Jahr 1430 im Herzogtum Teschen wurde der Buchstabe in den tschechischsprachigen Urkunden oft sogar im Gebiet des polnisch-schlesischen Dialekts mit g ersetzt, z. B. Bohumín: Bogun (~1260) → Oderberg (1292) → Bohunin (1478), aber nie im Namen von Muglinov, obwohl der Ort westlich der viel später bescheinigten sprachlichen Grenze zwischen der mährisch-lachischen und polnisch-schlesischen Teschener Mundarten lag.
Zunächst war das Dorf im Besitz der Teschener Herzöge, ab 1440 gehörte es zur Herrschaft von Polnisch Ostrau, dann von 1630 zur Güter von Kunzendorf und seit 1714 bis 1848 wieder zu Polnisch Ostrau der Grafen von Wilczek.
In der Beschreibung Teschener Schlesiens von Reginald Kneifl im Jahr 1804 war Muglinau ein Dorf der Herrschaft von Polnisch-Ostrau des Grafen Joseph Wlczek im Teschner Kreis. Das Dorf hatte 19 Häuser mit 115 Einwohnern schlesisch-mährischer Mundart. Nach der Aufhebung der Patrimonialherrschaften wurde es zunächst mit Hruschau an die Gemeinde Heřmanice im Bezirk Friedek eingemeindet, ab 1890 eine unabhängige Gemeinde im 1868 gegründeten Bezirk Freistadt.
Die Industrialisierung in der Umgebung beschleunigte sich nach der Eröffnung der Kaiser Ferdinands-Nordbahn im Jahr 1847, was den Aufstieg des Orts initiierte. Unter anderem wurde dort eine Ziegelei gegründet oder Basalt gefördert. Die Zahl der Einwohner stieg bis 1869 auf 629 (in 49 Häusern), dann bis 1880 auf 640 (587 mit Anmeldung) und 1910 schon 2647 (2551). Der Anstieg der Einwohnerzahl beschleunigte besonders nach der Errichtung der ersten Arbeitersiedlung bei der Zeche Ida und dem großen Zuzug in das Ostrau-Karwiner Kohlen- und Industriegebiet hauptsächlich Billigkräfte aus Galizien in den 1870er und 1880er Jahren. Die Polen machten im Jahr 1880 4,4 % (26 Personen) der Ortsbewohner aus, aber ihre Anzahl stieg weiter durch 14,2 % im Jahr 1890 bis 64,1 % (929 Personen) in 1900, während der Anzahl der tschechischsprachigen von 81,3 % in 1880 auf 32 % in 1900 und der deutschsprachigen von 14,3 % auf 3,9 % in 1900 sank. Im frühen 20. Jahrhundert entflammte ein nationaler Konflikt zwischen Polen und Tschechen. Die tschechischen Aktivisten strebten an, den Trend des Rückgangs der tschechischen Bevölkerung zu stoppen. 
Am 1. Januar 1904 wurden sieben traditionell tschechischsprachige Gemeinden des Gerichtsbezirks Oderberg im Bezirk Freistadt abgetrennt, um den neuen Gerichtsbezirk Polnisch Ostrau im Bezirk Friedek zu schaffen. 1910 hatte die Gemeinde eine Fläche von 216 Hektar, 171 Gebäude mit 2647 Einwohnern, davon 2551 mit einer Anmeldung – nur diese wurden nach ihrer Umgangssprache gefragt: 1662 (65,2 %) waren tschechisch-, 753 (29,5 %) polnisch- und 136 (5,3 %) deutschsprachig; 2551 (96,4 % der gesamten Gemeindebevölkerung) waren Römisch-Katholiken, 45 (1,7 %) Protestanten, 40 (1,5 %) Juden, 11 (0,4 %) anderen Glauben.
1904 erhielt Muglinau einen Eisenbahnanschluss an der schmalspurigen Lokalbahn Polnisch-Ostrau–Hruschau.
Nach dem Ersten Weltkrieg und dem Zusammenbruch der Habsburgermonarchie war das Gebiet Teschener Schlesiens umstritten. Am 5. November 1918 verständigten sich der Polnische Nationalrat des Herzogtums Teschen (Rada Narodowa Kięstwa Cieszyńskiego, RNKC) und das tschechische Gebietskomitee (Zemský národní výbor, ZNV) darauf, dass Muglinov, wie der ganze Bezirk Friedek an die Tschechoslowakei fallen sollte. Auf der tschechischen Seite, auch hinter der Ostrawitza in Mähren, blieben einige zehntausend Polen, mehrheitlich galizische Einwanderer, davon über 20 % der Bevölkerung des Gerichtsbezirks Polnisch Ostrau. Im Gegensatz zu den altansässigen Wasserpolaken aus dem Gebiet der Teschener Mundarten waren sie zum großen Teil noch analphabetisch und im Vergleich zu den aufgeklärten Polen in der nach dem Polnisch-Tschechoslowakischen Grenzkrieg entstanden Region Olsagebiet tschechisierten sie sich relativ schnell (in der Volkszählung im Jahr 1921 schon nur 877 oder 1,9 % Angaben polnischer Nationalität im ganzen Gerichtsbezirk). Eine Spur von ihnen sind die zahlreichen Nachnamen in der polnischen Schreibweise.
Ab 1939 befand sich der Ort im Protektorat Böhmen und Mähren. Noch im Jahr 1919 wurde die Eingemeindung an Mährisch Ostrau erwogen, um „Groß Ostrau“ zu schaffen, sowie die Eingemeindung von vier Gemeinden östlich der Ostravice mit Muglinov an Schlesisch Ostrau um eine Konkurrenzstadt zu Mährisch Ostrau zu machen. Muglinau wurde jedoch erst am 1. Juli 1941 während der deutschen Besatzung an Ostrau eingemeindet. Die Rote Armee eroberte Muglinov in der Nacht vom 30. April auf den 1. Mai 1945.